# La Loi des XII tables
Pour les articles homonymes, voir Loi des Douze Tables.

La Loi des XII tables est une série de bande dessinée.
- Scénario : Éric Corbeyran
- Dessins : Djillali Defali
- Couleurs : Max, Pérubros, Hédon

## Albums
1. La Mandragore et Le Cénacle (08/02/2006)  (ISBN 2-84789-827-1)
2. L'Accusation et La Nuit de Walpurgis (2006)
3. La Cicatrice et Magie blanche, magie noire (2006)
4. Réminiscences et L'Égrégore (2006)
5. Le Masque et Halloween (2006)
6. L'Art notoire et Choc en retour (15/11/2006)  (ISBN 2-7560-0338-7)

## Éditeurs
- Delcourt (collection Insomnie) : tomes 1 à 6 (première édition des tomes 1 à 6)